# 佐野友里子
佐野 友里子（さの ゆりこ、1992年〈平成4年〉1月22日 - ）は、日本の女性タレント、元アイドル。東京都出身。ArcJewel所属。元愛乙女☆DOLLのメンバー及びリーダー。AKB48の元研究生。愛称は「ゆりりん」。

## 略歴
2008年10月、AKB48の「第四回研究生（7期生）オーディション」に応募するも、仮合格のままで採用には至らなかった。
それから半年後の2009年4月、AKB48の「第五回研究生（8期生）オーディション」に合格し第8期研究生の一員となった。研究生として『アイドルの夜明け』公演に出演したり、選抜メンバーと共に握手会に参加するなど順調だったが、2010年9月29日 – 30日に行われた「第五回セレクション審査」で不合格となり、正規メンバーに昇格しないままAKB48としての活動を終了した（なお、8期研究生で正規になった者は一人もいない）。
AKB48を離れた後は普通に働いて生活しており、「もうアイドルに戻ることが無理なんだ」と諦めかけていたが、AKB48の第7期研究生の一人だった愛迫みゆに誘われ、2012年9月11日、愛迫率いる「愛乙女☆DOLL」（以下、らぶどる）の第四期研究生として初お披露目。同12月30日、既に研究生となっていた日向春菜、都築かなと共にらぶどるの正規メンバーに昇格した。
2016年9月13日、岩崎夢生卒業後不在となっていた、らぶどるの三代目リーダーに選ばれる。また、愛迫が2019年7月1日に卒業してからは、らぶどる最年長となった。
2021年7月10日、年末を目途に愛乙女☆DOLLを卒業し、アイドル活動の引退を発表した。卒業日程に紆余曲折を経て、翌2022年1月16日にZepp DiverCityで、集大成となるグループ10周年&卒業記念ライブを開催。そして30歳になった翌日の1月23日の生誕祭公演をもって卒業した。らぶどる研究生から通算して9年4か月・3422日の在籍であった。

## 人物
- 姉がいる。
- 身長は167cm。らぶどるでは身長が一番高く、加入当時は先述の岩崎夢生（165cm）よりも高かった[11]。
- 2019年からペルシャ系の猫・ミヌエットを飼っている。名前は「ウニ」。
- 好きな色は白とピンク[12]。ただしらぶどるでの担当カラーは黄色である[5]。
- AKB48の9期研究生だった森杏奈や、10期研究生だった金澤有希（元SUPER☆GiRLS）とは今でも仲が良く、後述する森のソロライブにも金澤と共に出演・パフォーマンスを行っている[13][14][15]。また、らぶどるの先輩であった芦崎麻耶とも仲が良く、後述の2018年のバースデーライブでは、芦崎のソロ曲「二文字ラブレター」を佐野が歌唱している[16]。

## 出演

### テレビ
- ピンキリ〜アイドルのピンからキリまで聞き取りマシュマロ♥〜（2019年、Kawaiian TV）[17]

### ライブ・イベント
- 森杏奈・7年越しの卒業公演（2018年4月30日、市川市文化会館）[15]
- 城崎桃華[注 6]・ArcJewelおかえりオフ会パーティー〜ももたんの夢への扉♡ 〜（2020年2月8日、銀座パセラ）- 安藤笑、濱田菜々と共にゲスト出演[18]

### 冠公演
ここでは愛乙女☆DOLLとして出演したライブのうち、自身の名を冠した公演のみを記述する。
| 公演名                                                                         | 開催日        | 会場                  | 備考 |
| ------------------------------------------------------------------------------ | ------------- | --------------------- | --- |
| 佐野友里子バースデーライブ                                                     | 2013年1月19日 | 渋谷O-WEST            | 初の冠ライブ |
| 佐野友里子バースデーライブ2014                                                 | 2014年1月12日 | 吉祥寺CLUB SEATA      | ソロ曲『ソレイユの魔法』（作詞：まい、作曲：CHEEBOW）を発表。                                                                                               |
| 佐野友里子バースデーライブ2015                                                 | 2015年1月13日 | 吉祥寺CLUB SEATA      | 森杏奈と共に「ようかい体操第一」「てもでもの涙」「タンポポの決心」 「好き 好き 好き」を歌唱。                                                               |
| 佐野友里子バースデーライブ2016 〜今日だけはみんなゆりりんのとりこ♡〜           | 2016年1月17日 | 吉祥寺CLUB SEATA      | この日は吉橋亜理砂が体調不良で欠席したため、原姫子がピンチヒッターで出演した。                                                                              |
| 佐野友里子バースデーライブ2017                                                 | 2017年1月22日 | 渋谷WWW               | 誕生日当日の開催。 |
| 佐野友里子バースデーライブ2018                                                 | 2018年1月21日 | 吉祥寺CLUB SEATA      | 朝比奈花恋バースデーライブと同日開催。 |
| 佐野友里子バースデーライブ2019                                                 | 2019年2月2日  | 渋谷WWW X             | 野中美郷と共に「向日葵」（AKB48）「嘘でしょ?〜七里ガ浜の七不思議〜」（ノースリーブス）を歌唱。 またらぶどると野中のコラボで「カレンダーガール」を歌唱した。 |
| 佐野友里子2020バースデーイベント                                               | 2020年1月26日 | 銀座ガムランボール    | ディナーショースタイルのライブイベント |
| 佐野友里子バースデーライブ2021                                                 | 2021年1月17日 | 浅草花劇場            | |
| 佐野友里子バースデースペシャル                                                 | 2021年1月22日 | AKIBAカルチャーズ劇場 | |
| 佐野友里子卒業記念SP! もっとでっかくDECADOLL!!～らぶどる10年の軌跡～ファイナル | 2022年1月16日 | Zepp DiverCity        | 愛乙女☆DOLL 10周年記念公演 |
| 佐野友里子生誕祭2022&卒業公演 ～心からありがとう～                             | 2022年1月23日 | 東京キネマ倶楽部      | 愛乙女☆DOLL 卒業公演 |